# Komsomol'sk (Oblast' di Ivanovo)
Komsomol'sk (anche traslitterata come Komsomolsk) è una città della Russia europea centrale (oblast' di Ivanovo); appartiene amministrativamente al rajon Komsomol'skij, del quale è il capoluogo.
Sorge sulle sponde del fiume Uchtochma (affluente dell'Uvod'), 34 chilometri a ovest del capoluogo Ivanovo.